# (37836) Simoneterreni
(37836) Simoneterreni est un astéroïde de la ceinture principale découvert en 1998.

## Description
(37836) Simoneterreni a été découvert le 25 janvier 1998 dans la Station d'observation d'Asiago Cima Ekar, gérée par l'observatoire astronomique de Padoue en Italie, par Ulisse Munari et Maura Tombelli.

### Caractéristiques orbitales
L'orbite de cet astéroïde est caractérisée par un demi-grand axe de 2,38 ua, un périhélie de 2,16 ua, une excentricité de 0,09 et une inclinaison de 6,17° par rapport à l'écliptique. Du fait de ces caractéristiques, à savoir un demi-grand axe compris entre 2 et 3,2 ua et un périhélie supérieur à 1,666 ua, il est classé, selon la JPL Small-Body Database, comme objet de la ceinture principale.

### Caractéristiques physiques
(37836) Simoneterreni a une magnitude absolue (H) de 14,9 et un albédo estimé à 0,041.